# Bom Retiro
Bom Retiro, amtlich portugiesisch Município de Bom Retiro, ist eine brasilianische Gemeinde. Sie liegt in der Bergregion des Bundesstaates Santa Catarina. Die Bevölkerung wurde zum 1. Juli 2021 auf 10.153 Einwohner geschätzt, die Bom-Retirenser genannt werden und auf einer Gemeindefläche von rund 1.057 km² leben.

## Lage
| \| \|      |
| Bom Retiro |
|            |

Für brasilianische Verhältnisse ist die Gemeinde ungewöhnlich hoch gelegen; in ihrer Umgebung gibt es Erhebungen von bis zu 1827 m Höhe. Durchschnittlich liegt die Gemeinde etwa 1100 m über dem Meer.
Angrenzende Gemeinden sind Alfredo Wagner, Bocaina do Sul, Rio Rufino, Urubici, Anitápolis, Chapadão do Lageado, Otacílio Costa und Petrolândia.
Die Entfernung zur Landeshauptstadt Florianópolis beträgt 120 km.